# Министерство финансов и государственного кредита Колумбии
Министерство финансов и государственного кредита Колумбии является национальным министерством исполнительного правительства Колумбии, которое несет ответственность за финансовые и бюджетные вопросы страны, а также реализацию финансовой политики, принятую Конгрессом; оно эквивалентно министерствам финансов других стран.
Первым министром финансов и государственного кредита был Хосе Мария дель Кастильо, который был назначен Симоном Боливаром в тогдашний Секретариат финансов и государственного кредита в 1821 году. 